# Tetraria variabilis
Tetraria variabilis är en halvgräsart som beskrevs av Margaret Rutherford Bryan Levyns. Tetraria variabilis ingår i släktet Tetraria och familjen halvgräs. Inga underarter finns listade i Catalogue of Life.